# Эрти, Джордж
Джордж Ро́берт Э́рти (англ. George Robert Earthy; родился 5 сентября 2004) — английский футболист, полузащитник клуба «Вест Хэм Юнайтед».

## Клубная карьера
Уроженец боро Хаверинг (восточный Лондон), Эрти выступал за футбольную академию «Вест Хэм Юнайтед» с шестилетнего возраста. В июне 2022 года подписал свой первый профессиональный контракт с клубом. В сезоне 2022/23 выиграл Молодёжный кубок Англии и южный дивизион Премьер-лиги (до 18 лет). 14 марта 2024 года дебютировал в основном составе «молотобойцев», выйдя на замену Джарроду Боуэну в матче Лиги Европы УЕФА против «Фрайбурга». 14 апреля 2024 года дебютировал в Премьер-лиге в матче против «Фулхэма», выйдя на замену Майклу Антонио на 82-й минуте. Через несколько минут в столкновении с одноклубником Эдсоном Альваресом потерял сознание, его унесли с поля на носилках. На следующий день клуб заявил, что футболиста выписали из больницы и поместили под домашнее наблюдение.

## Карьера в сборной
Выступал за сборные Англии до 15, до 16, до 20 лет и до 21 года.